# Svein Tore Brandshaug
Svein Tore Brandshaug (Molde, 11 maggio 1979) è un calciatore norvegese, centrocampista dell'Årvoll.

## Carriera

### Club
Brandshaug debuttò nella Tippeligaen con la maglia del Molde, in data 20 giugno 1999: sostituì Magne Hoseth nella vittoria per 3-1 sul Moss. L'anno seguente, passò in prestito allo HamKam, per cui esordì in 1. divisjon il 23 luglio 2000, nella vittoria per 3-0 sul Kjelsås. Il 20 agosto 2000 segnò la prima rete, nella vittoria per 4-2 sull'Eik-Tønsberg. Rientrò poi al Molde.
Nel 2003 passò allo Strømsgodset a titolo definitivo. Il primo incontro in squadra fu datato 13 aprile, quando fu titolare nel pareggio per 1-1 contro lo Hødd. Il 21 maggio segnò la prima rete, in un altro pareggio per 1-1, contro lo Start.
Passò poi allo Haugesund, per cui debuttò il 9 aprile 2007, nella sconfitta per 2-1 contro il Moss. Segnò la prima rete nella vittoria per 2-1 sul Mandalskameratene, in data 29 aprile. In quella stagione, giocò la finale di Coppa di Norvegia 2007 con la sua squadra, dove lo Haugesund fu sconfitto dal Lillestrøm.
Dal 2010, si trasferì allo Skeid.